# Resistència no-violenta

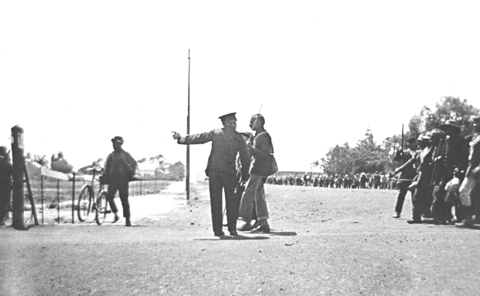
Mohandas Gandhi practicant la resistència no-violenta davant d'un policia (1913).

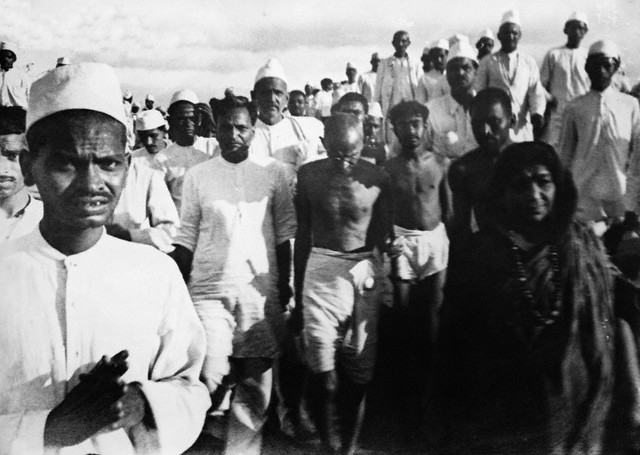
La Marxa de la sal liderada per Mohandas Gandhi

La resistència no-violenta és la pràctica sociopolítica d'aconseguir els objectius a través de protestes simbòliques, la desobediència civil, la no cooperació econòmica i política i altres mètodes sense fer ús de la violència, habitualment sota l'esperit de la no-violència. S'origina de l'experiència del moviment d'independència de l'Índia i els ensenyaments de Gandhi (que ell designava satyagraha) que al seu torn es va inspirar en Lev Tolstoi, Henry David Thoreau i Percy Bysshe Shelley (tot i que a aquest últim, Gandhi no el menciona). Les formes de la resistència no violenta són molt variades, inclouen per exemple la guerra d'informació (editant fulls volants a periòdics), l'art de protesta (gràfica, música, poesia), lobbying per implicar la comunitat, la resistència a la imposició, els boicots, la lluita via diplomàtica, el sabotatge sense fer danys a les persones, els piquets pacífics de vaga, refusar recompenses o honors o la vaga general entre d'altres.
Entre els teòrics hi ha els filòsofs socials estatunidencs Richard Gregg i Gene Sharp, l'anglès Adam Roberts, l'alemany Theodor Ebert i els francesos Jean-Marie Muller i Jacques Sémelin.
Entre els practicants de la resistència pacífica hi ha Leo Tolstoy, Te Whiti o Rongomai, Mohandas Gandhi, Andrei Sakharov, Martin Luther King, Jr, Václav Havel, i Lech Wałęsa.

## Accions
Si bé la resistència no-violenta s'originà metodològicament amb Gandhi, hi ha casos anteriors previs a la lluita de Gandhi.
Aquests són alguns exemples històrics de l'ús de la resistència no-violenta:
| 494 aC    | La vaga dels Plebeus | Van decidir retirar-se al mont Aventí, negant-se així a assumir les tasques a les quals estaven obligats a la ciutat. Aquesta acció de no-cooperació va concloure amb un acord, la llei de les dotze taules; que va millorar d'una manera important l'estatut de la plebs a la ciutat romana. |
| 1867      | Hongria              | Els hongaresos van aconseguir l'autonomia respecte a Àustria mitjançant mètodes d'acció no-violenta. |
| 1879–1881 | Illa del Sud         | El poble maori de Parihaka es va convertir en el centre de les campanyes de resistència passiva contra els europeus que ocupaven terres confiscades a la zona. Més de 400 seguidors del profeta Te Whiti o Rongomai van ser arrestats i empresonats, la majoria sense judici. Es van pronunciar sentències de fins a 16 mesos per les actuacions de llaurar terra i aixecar tanques a la seva propietat. Més de 2000 habitants van quedar asseguts quan 1600 soldats armats van atacar i van destruir el poble. |
| 1905      | Finlàndia            | Els finlandesos van assolir una relativa independència de la Rússia tsarista després d'una vaga general i d'accions no-violentes i de no-col·laboració. |
| 1940      | Índia i Pakistan     | S'inicia la fase final de la gran acció i campanya de Gandhi a l'Índia. Amb una clara i organitzada estratègia de lluita no-violenta, posa al límit un dels grans imperis de l'època i aconsegueix l'alliberació de l'Índia i el Pakistan. |
| 1944      | El Salvador          | El dictador Maximiliano Hernández Martínez va ser obligat a dimitir i a fugir a l'estranger gràcies a una acció organitzada mitjançant la metodologia de la no-violència activa. Un fet extraordinari que no es tornaria a repetir en aquest país. |
| 1955      | EUA                  | Martin Luther King inicia la campanya contra el segregacionisme racial a través de la no-violència activa, cridant al boicot i altres accions de resistència no violenta, obtenint resultats concrets en benefici de la població afroamericana d'aquest. Posteriorment s'uniria al moviment pacifista contra la guerra de Vietnam, fins al seu assassinat. |
| 1965–1972 | EUA                  | Moviment pacifista contra la guerra del Vietnam\| Va ser el primer moviment pacifista que va aplicar amb èxit la no-violència activa contra la guerra als Estats Units d'Amèrica, En general (llevat incidents violents aïllats) el moviment va aplicar en forma massiva i bé a la desobediència civil a través de marxes, preses d'edificis públics i manifestacions multitudinàries, principalment d'estudiants universitaris. Aquest moviment va comptar amb el suport de famosos artistes internacionals com John Lennon entre d'altres. Malgrat el seu caràcter pacífic, el moviment suportar repressions violentes, entre les quals es destaca la Massacre de la Universitat Estatal de Kent. |
| 1974      | Portugal             | L'exèrcit i poble lusità s'alcen pacíficament contra la dictadura de António de Oliveira Salazar en la coneguda com Revolució dels clavells. |
| 1980      | Polònia              | Lech Wałęsa, juntament amb el sindicat Solidarność inicia una vaga a la qual després se sumarien tots els sindicats independents, el que va derivar en una campanya, per la no-violència activa, que va posar fi al règim comunista a Polònia. |
| 2017      | Catalunya            | La polícia nacional espanyola i la Guàrdia Civil carregaren contra els votants que feien cua a l'entrada dels col·legis electorals durant el referèndum de l'1 d'octubre. Els votants feren ús de la resistència pacífica per mantenir els col·legis oberts i exercir el seu vot. |